# Haliplanellidae
Los haliplanélidos (Haliplanellidae) son una familia de anémonas de mar de la clase Anthozoa. 
Sus especies son altamente gregarias, con frecuente reproducción asexual por fisión longitudinal y laceración pedal.

## Características
La familia se caracteriza por poseer tres tipos de nematocistos en el acontia: b-rhabdoide y p-rhabdoide lb y 2a; por su minúsculo tamaño: entre 1.8 y 4.3 mm de rango del diámetro del disco basal; y por no poseer esfínter mesogloeal.
Dado el que estas características están presentes en otras familias de Actiniaria, la monofilia de Haliplanellidae es poco probable.

## Géneros
El Registro Mundial de Especies Marinas acepta los siguientes géneros:
- Haliplanella Hand, 1956
- Tricnidactis de Oliveira Pires, 1987